# Nordic Vikings Madrid
El Nordic Vikings, también Nordic Vikings Madrid, fue un equipo de hockey sobre hielo que participó en Liga española de hockey sobre hielo masculina en la temporada 2021-22.
Disputó sus partidos como local en la Pista de Hielo La Nevera de Majadahonda, instalación que comparte con el SAD Majadahonda.

## Historia

### Precedentes
El formato de los Nordic Vikings estuvo influenciado por el proyecto homónimo de jugadores suecos con sede en Pekín (R. P. China) que disputó la temporada 2005-06 de la Liga Asiática de Hockey Hielo. El equipo quedó como quinto clasificado y fue derrotado en los cuartos de final de la fase por el título. Fue la única temporada que disputó.

### El equipo
El equipo estuvo compuesto íntegramente por estudiantes suecos con beca Erasmus y participa en la liga española fruto de un acuerdo entre la Real Federación Española de Deportes de Hielo y la Asociación Sueca de Hockey Hielo, para facilitar el aumento de nivel de la competición española. Por normativa de la competición no podían disputar los Play-off por el título ni la Copa del Rey debido a que excedían el número de jugadores extranjeros permitidos.
Aunque tras el final de la temporada 2021-22 la intención era que el quipo se mantuviese para la siguiente temporada, el equipo no estuvo presente y hasta la fecha no ha vuelto a formar parte de la competición.
Según su propia página web, el equipo estaría intentando llegar a un acuerdo para disputar la temporada 2025-26.